# Danh sách chi chim
Danh sách liệt kê các chi (sinh học) chim theo thứ tự bảng chữ cái như sau:

## A
- Abeillia abeillei
- Abroscopus
- Aburria aburri
- Acanthagenys rufogularis
- Acanthidops bairdi
- Acanthisitta chloris
- Acanthiza
- Acanthorhynchus
- Acanthornis magna
- Accipiter
- Aceros
- Achaetops pycnopygius
- Acridotheres
- Acrobatornis fonsecai
- Acrocephalus
- Acropternis orthonyx
- Acryllium vulturinum
- Actenoides
- Actinodura
- Actitis
- Actophilornis
- Adelomyia melanogenys
- Aechmophorus
- Aegithalos
- Họ Chim nghệ
- Aegolius
- Aegotheles
- Đại bàng đầu trọc
- Aenigmatolimnas marginalis
- Aepypodius
- Aerodramus
- Aeronautes
- Aethia
- Aethopyga
- Afropavo congensis
- Agamia agami
- Agapornis
- Agelaioides badius
- Agelaius
- Agelastes
- Agelasticus
- Aglaeactis
- Aglaiocercus
- Agriornis
- Agyrtria
- Ailuroedus
- Aimophila
- Chi Uyên ương
- Alaemon
- Alario
- Alauda
- Alca torda
- Chi Bồng chanh
- Alcippe
- Aleadryas rufinucha
- Alectoris
- Alectroenas
- Alectrurus
- Alectura lathami
- Alethe
- Alisterus
- Alle, see Alle alle
- Allenia fusca
- Alophoixus
- Alopochelidon fucata
- Alopochen
- Amadina
- Amalocichla
- Amandava
- Amaurocichla bocagei
- Amaurolimnas concolor
- Amaurornis
- Amaurospiza
- Amazilia
- Amazona
- Amazonetta brasiliensis
- Amblycercus holosericeus
- Amblyornis
- Amblyospiza albifrons
- Amblyramphus holosericeus
- Ammodramus
- Ammomanes
- Ammoperdix
- Ampeliceps coronatus
- Ampelioides tschudii
- Ampelion
- Amphispiza
- Amytornis
- Anabacerthia
- Anabathmis
- Anabazenops
- Anairetes
- Anaplectes rubriceps
- Anarhynchus frontalis
- Anas
- Anastomus
- Ancistrops strigilatus
- Andigena
- Androdon aequatorialis
- Andropadus
- Androphobus viridis
- Anhima cornuta
- Chim cổ rắn
- Anisognathus
- Anodorhynchus
- Anomalospiza imberbis
- Anopetia gounellei
- Anorrhinus
- Anous
- Chi Ngỗng
- Ngỗng bồ các
- Anthipes
- Anthobaphes violacea
- Anthocephala floriceps
- Anthochaera
- Anthornis melanura
- Anthoscopus
- Chi Cao cát
- Anthracothorax
- Anthreptes
- Anthropoides
- Anthus
- Antilophia
- Anumbius annumbi
- Anurolimnas
- Anurophasis monorthonyx
- Apalharpactes
- Apalis
- Apaloderma
- Apalopteron familiare
- Aphanotriccus
- Aphelocephala
- Aphelocoma
- Aphrastura
- Aphriza virgata
- Aphrodroma brevirostris
- Aplonis
- Aprosmictus
- Aptenodytes
- Chim Kiwi
- Apus
- Aquila
- Ara
- Bắp chuối (chim)
- Aramides
- Aramidopsis plateni
- Aramus, Kotayk
- Aratinga
- Arborophila
- Arcanator orostruthus
- Archboldia
- Archilochus
- Ardea
- Ardeola
- Ardeotis
- Arenaria
- Argusianus
- Arremon
- Arremonops
- Arses
- Artamella viridis
- Artamus
- Artisornis
- Arundinicola leucocephala
- Ashbyia lovensis
- Asio
- Aspatha gularis
- Asthenes
- Astrapia
- Asturina
- Atalotriccus pilaris
- Atelornis
- Athene
- Atlantisia rogersi
- Atlapetes
- Atrichornis
- Attagis
- Atthis
- Atticora
- Attila
- Augastes
- Aulacorhynchus
- Auriparus flaviceps
- Automolus
- Aviceda
- Avocettula recurvirostris
- Aythya

## B
- Babax
- Baeolophus
- Baeopogon
- Pteroglossus bailloni
- Cò mỏ giày
- Balearica
- Bambusicola
- Bangsia
- Barnardius barnardi
- Bartramia
- Baryphthengus
- Basileuterus
- Basilornis
- Batara cinerea
- Bathmocercus
- Batis
- Batrachostomus
- Aceros comatus
- Berlepschia rikeri
- Bernieria madagascariensis
- Bias
- Biatas nigropectus
- Biziura
- Bleda
- Blythipicus
- Boissonneaua
- Bolbopsittacus lunulatus
- Bolborhynchus
- Bombycilla
- Bonasa umbellus
- Bostrychia
- Botaurus
- Brachycope anomala
- Brachygalba
- Brachypteracias leptosomus
- Brachypteryx
- Brachyramphus
- Bradornis
- Bradypterus
- Branta
- Brotogeris
- Buarremon
- Bubalornis
- Bubo
- Cò ma
- Bucanetes
- Buccanodon duchaillui
- Bucco
- Bucephala
- Chi Hồng hoàng
- Bucorvus
- Buettikoferella bivittata
- Bugeranus carunculatus
- Bulweria
- Buphagus
- Burhinus
- Busarellus nigricollis
- Butastur
- Buteo
- Buteogallus
- Buthraupis
- Butorides
- Bycanistes

## C
- Gallirallus modestus
- Cacatua
- Cacicus
- Cacomantis
- Chi Ngan
- Calamanthus
- Calamonastes
- Calamospiza melanocorys
- Calandrella
- Calcarius
- Calendulauda
- Calicalicus
- Calidris
- Cacomantis leucolophus
- Callacanthis burtoni
- Callaeas cinereus
- Callipepla
- Calliphlox
- Callocephalon fimbriatum
- Callonetta leucophrys
- Calochaetes coccineus
- Calocitta
- Caloenas
- Calonectris
- Caloperdix oculeus
- Calorhamphus fuliginosus
- Calothorax
- Calypte
- Calyptocichla
- Calyptomena
- Calyptophilus
- Calyptorhynchus
- Calyptura
- Camarhynchus
- Camaroptera
- Campephaga
- Campephilus
- Campethera
- Campochaera sloetii
- Camptorhynchus labradorius
- Camptostoma
- Campylopterus
- Campylorhamphus
- Campylorhynchus
- Canirallus
- Capito
- Caprimulgus
- Capsiempis flaveola
- Caracara
- Cardellina
- Cardinalis
- Carduelis
- Chim mào bắt rắn chân đỏ
- Caridonax fulgidus
- Carpococcyx
- Carpodacus
- Carpodectes
- Carpornis
- Carpospiza brachydactyla
- Caryothraustes
- Casiornis
- Đà điểu đầu mào
- Catamblyrhynchus diadema
- Catamenia
- Cataponera turdoides
- Catharopeza bishopi
- Cathartes
- Catharus
- Catherpes mexicanus
- Tringa semipalmata
- Catreus
- Cecropis
- Celeus
- Centrocercus
- Chi Bìm bịp
- Cephalopterus
- Cephalopyrus flammiceps
- Cepphus
- Hypsipetes thompsoni
- Ceratogymna
- Cercibis oxycerca
- Cercococcyx
- Cercomacra
- Cercomela
- Cercotrichas
- Cereopsis novaehollandiae
- Cerorhinca monocerata
- Certhia
- Certhiaxis
- Certhidea
- Certhilauda
- Certhionyx
- Bói cá nhỏ
- Cettia
- Ceuthmochares aereus
- Ceyx (chim)
- Chaetocercus
- Chaetops
- Chaetoptila angustipluma
- Chaetorhynchus papuensis
- Chaetornis striata
- Chaetura
- Phoenicurus leucocephalus
- Chalcomitra
- Chalcoparia singalensis
- Chalcophaps
- Chalcopsitta
- Chalcostigma
- Chalybura
- Chamaea fasciata
- Chamaepetes
- Chamaeza
- Charadrius
- Charitospiza eucosma
- Charmosyna
- Chasiempis
- Chauna
- Chaunoproctus ferreorostris
- Chelictinia riocourii
- Chelidoptera tenebrosa
- Chen
- Chenonetta jubata
- Nhạn lưng trắng
- Chersomanes beesleyi
- Chersophilus duponti
- Ochetorhynchus melanurus
- Chionis
- Chiroxiphia
- Chlamydera
- Chlamydochaera jefferyi
- Chlamydotis
- Chlidonias
- Sẻ Gouldia
- Chloephaga
- Chloridops
- Chloroceryle
- Chlorocharis emiliae
- Chlorochrysa
- Chlorocichla
- Chloropeta
- Chlorophanes spiza
- Chlorophonia
- Chloropipo
- Chloropsis
- Chlorornis riefferii
- Chlorospingus
- Chlorostilbon
- Chlorothraupis
- Chondestes grammacus
- Chondrohierax
- Chordeiles
- Chrysococcyx
- Chrysocolaptes
- Chrysolampis
- Chrysolophus
- Chrysomma
- Chrysomus
- Chrysothlypis
- Chrysuronia oenone
- Pyrrholaemus sagittatus
- Chim mào bắt rắn chân đen
- Ciccaba
- Cichladusa
- Turdus lherminieri
- Cichlocolaptes leucophrus
- Cichlopsis leucogenys
- Cicinnurus
- Chi Hạc
- Oanh ngực lam
- Cinclocerthia
- Cinclodes
- Cincloramphus
- Cinclosoma
- Họ Lội suối
- Cinnycerthia
- Cinnyricinclus
- Cinnyris
- Circaetus
- Circus
- Ciridops
- Cissa
- Cissopis leverianus
- Cisticola
- Cistothorus
- Sả hoa cà
- Cladorhynchus leucocephalus
- Clamator
- Clangula hyemalis
- Claravis
- Cleptornis marchei
- Clibanornis dendrocolaptoides
- Climacteris
- Clytoceyx rex
- Clytoctantes
- Clytolaema rubricauda
- Clytomyias insignis
- Clytorhynchus
- Clytospiza monteiri
- Cnemarchus erythropygius
- Cnemophilus
- Cnemoscopus rubrirostris
- Cnemotriccus fuscatus
- Cnipodectes
- Coccothraustes
- Coccyzus
- Diệc mỏ thuyền
- Cochoa
- Coeligena
- Coenocorypha
- Coereba flaveola
- Colaptes
- Colibri
- Colinus
- Colius
- Collocalia
- Colluricincla
- Colonia colonus
- Colorhamphus parvirostris
- Columba
- Columbina
- Compsothraupis loricata
- Conioptilon mcilhennyi
- Conirostrum
- Conopias
- Conopophaga
- Conopophila
- Conostoma oemodium
- Conothraupis
- Contopus
- Conuropsis carolinensis
- Chích chòe
- Coracias
- Coracina
- Coracopsis
- Coracornis raveni
- Kền kền đen
- Corapipo
- Corcorax melanorhamphos
- Cormobates
- Bách thanh mỏ vàng
- Quạ
- Corydon sumatranus
- Coryphaspiza melanotis
- Coryphistera alaudina
- Coryphospingus
- Corythaeola cristata
- Corythaixoides
- Corythopis
- Coscoroba coscoroba
- Cossypha
- Cossyphicula roberti
- Cotinga
- Coturnicops
- Coturnix
- Coua
- Cracticus
- Cranioleuca
- Crateroscelis
- Crax
- Creagrus furcatus
- Creatophora cinerea
- Crecopsis egregia
- Creurgops
- Crex
- Crinifer
- Criniger
- Crocias
- Crossleyia xanthophrys
- Crossoptilon
- Crotophaga
- Crypsirina
- Cryptophaps poecilorrhoa
- Cryptospiza
- Cryptosylvicola randrianasoloi
- Crypturellus
- Chi Cu cu
- Culicicapa
- Culicivora caudacuta
- Curaeus
- Cursorius
- Cutia
- Cyanerpes
- Cyanicterus cyanicterus
- Cyanistes
- Cyanochen cyanoptera
- Cyanocitta
- Cyanocompsa
- Cyanocorax
- Cyanolanius madagascarinus
- Cyanolimnas cerverai
- Cyanoliseus patagonus
- Cyanoloxia glaucocaerulea
- Cyanolyca
- Cyanomitra
- Cyanophaia bicolor
- Cyanopica cyanus
- Cyanopsitta spixii
- Đớp ruồi Nhật Bản
- Cyanoramphus
- Cyclarhis
- Cyclopsitta
- Thiên nga
- Cymbilaimus
- Cymbirhynchus macrorhynchos
- Cynanthus
- Cyornis
- Cyphorhinus
- Cypseloides
- Cypsiurus
- Cypsnagra hirundinacea
- Cyrtonyx

## D
- Dacelo
- Dacnis
- Dactylortyx thoracicus
- Damophila julie
- Daphoenositta
- Daption capense
- Daptrius ater
- Dasyornis
- Deconychura longicauda
- Deleornis
- Delichon
- Delothraupis castaneoventris
- Deltarhynchus flammulatus
- Dendragapus
- Dendrexetastes rufigula
- Dendrocincla
- Dendrocitta
- Dendrocolaptes
- Dendrocopos
- Phân họ Le nâu
- Dendroica
- Chìa vôi rừng
- Dendropicos
- Dendroplex
- Dendrortyx
- Deroptyus accipitrinus
- Diaphorapteryx
- Dicaeum
- Dichrozona cincta
- Dicrurus
- Didunculus strigirostris
- Diglossa
- Diglossopis
- Dinemellia dinemelli
- Dinopium
- Dinornis
- Diomedea
- Diopsittaca nobilis
- Discosura
- Diuca
- Dives
- Pipra pipra
- Dolichonyx oryzivorus
- Doliornis
- Dolospingus fringilloides
- Donacobius atricapilla
- Donacospiza albifrons
- Doricha
- Doryfera
- Drepanis
- Drepanoptila holosericea
- Hút mật cánh vàng
- Dreptes thomensis
- Dromaeocercus
- Dromaius
- Dromas ardeola
- Dromococcyx
- Drymocichla incana
- Drymodes
- Drymophila
- Drymornis bridgesii
- Dryocopus
- Dryolimnas
- Dryoscopus
- Dryotriorchis spectabilis
- Dubusia
- Chi Gầm ghì
- Dulus dominicus
- Dumetella carolinensis
- Dumetia hyperythra
- Dyaphorophyia
- Dysithamnus
- Dysmorodrepanis munroi
- Dysmoropelia

## E
- Eclectus
- Bồ câu viễn khách
- Egretta
- Elaenia
- Elanoides forficatus
- Elanus
- Electron
- Eleothreptus anomalus
- Elminia
- Elseyornis melanops
- Elvira
- Emberiza
- Emberizioides
- Embernagra
- Emblema pictum
- Emeus
- Eminia lepida
- Empidonax
- Empidonomus varius
- Empidornis semipartitus
- Enicognathus
- Chích chòe nước
- Sáo trán lửa
- Ensifera ensifera
- Entomodestes
- Entomyzon cyanotis
- Eolophus roseicapilla
- Eophona
- Eopsaltria
- Eos
- Ephippiorhynchus
- Epimachus
- Epinecrophylla
- Epthianura
- Eremalauda
- Eremiornis carteri
- Ochetorhynchus phoenicurus
- Eremomela
- Eremophila
- Eremopterix
- Ergaticus
- Eriocnemis
- Erithacus
- Khướu mào bụng trắng
- Erythrocercus
- Erythrogonys cinctus
- Erythrotriorchis
- Erythrura
- Estrilda
- Eubucco
- Eucometis penicillata
- Eudocimus
- Eudromia
- Chi Tu hú
- Eudyptes
- Eudyptula
- Eugenes fulgens
- Eugerygone rubra
- Eugralla paradoxa
- Eulabeornis castaneoventris
- Eulacestoma nigropectus
- Eulampis
- Eulidia yarrellii
- Megapodius wallacei
- Eumomota superciliosa
- Eumyias
- Euneornis campestris
- Eunymphicus
- Euodice
- Eupetes macrocerus
- Eupetomena macroura
- Euphagus
- Eupherusa
- Euphonia
- Euplectes
- Eupodotis
- Euptilotis neoxenus
- Eurocephalus
- Eurostopodus
- Euryapteryx
- Euryceros prevostii
- Eurylaimus
- Eurynorhynchus pygmeus
- Euryptila subcinnamomea
- Eurypyga helias
- Eurystomus
- Euscarthmus
- Euschistospiza
- Basileuterus lachrymosus
- Eutoxeres
- Eutrichomyias rowleyi
- Eutriorchis astur

## F
- Falcipennis
- Chi Cắt
- Falculea palliata
- Falcunculus frontatus
- Ferminia cerverai
- Ficedula
- Florisuga
- Fluvicola
- Formicarius
- Formicivora
- Forpus
- Foudia
- Foulehaio carunculatus
- Francolinus
- Fraseria
- Hải âu cổ rụt
- Frederickena
- Cốc biển
- Fregetta
- Fregilupus varius
- Fringilla
- Fulica
- Fulmarus
- Furnarius

## G
- Galbalcyrhynchus
- Galbula
- Galerida
- Gallicolumba
- Cúm núm
- Chi Dẽ giun
- Gallinula
- Gallirallus
- Galloperdix
- Gà rừng
- Gampsonyx swainsonii
- Khướu đuôi dài
- Garrodia nereis
- Garrulax
- Garrulus
- Gavia
- Gecinulus
- Gelochelidon nilotica
- Geositta poeciloptera
- Geococcyx
- Geocolaptes olivaceus
- Geoffroyus
- Geomalia heinrichi
- Geopelia
- Geophaps
- Pezoporus occidentalis
- Geositta
- Geospiza
- Geothlypis
- Geotrygon
- Đại bàng đen Buzzard
- Geranospiza caerulescens
- Geronticus
- Gerygone
- Glareola
- Glaucidium
- Glaucis
- Glossopsitta
- Glycichaera fallax
- Glyphorynchus spirurus
- Gnorimopsar chopi
- Goethalsia bella
- Goldmania violiceps
- Gorsachius
- Goura
- Gracula indica
- Sáo sậu
- Grafisia torquata
- Grallaria
- Grallaricula
- Grallina
- Graminicola bengalensis
- Granatellus
- Chim lam cánh đen
- Grantiella picta
- Graueria vittata
- Graydidascalus brachyurus
- Empidonomus aurantioatrocristatus
- Grus
- Guadalcanaria inexpectata
- Guarouba guarouba
- Gubernatrix cristata
- Gubernetes yetapa
- Guira guira
- Guttera
- Gyalophylax hellmayri
- Gygis
- Gymnobucco
- Gymnocichla nudiceps
- Gymnocrex
- Gymnoderus foetidus
- Gymnoglaux lawrencii
- Thần ưng California
- Gymnomystax mexicanus
- Gymnomyza
- Gymnophaps
- Gymnopithys
- Gymnorhina tibicen
- Gymnorhinus cyanocephalus
- Gymnostinops
- Chim diều râu
- Kền kền cọ dầu
- Gyps

## H
- Habia
- Habroptila wallacii
- Haematoderus militaris
- Haematopus
- Haematortyx sanguiniceps
- Haematospiza sipahi
- Halcyon
- Haliaeetus
- Haliastur
- Halobaena caerulea
- Hamirostra melanosternon
- Hapalopsittaca
- Hapaloptila castanea
- Orochelidon andecola
- Haplophaedia
- Haplospiza
- Harpactes
- Đại bàng Haast
- Harpagus
- Đại bàng Harpy
- Harpyhaliaetus
- Đại bàng New Guinea
- Hartertula flavoviridis
- Hedydipna
- Heinrichia calligyna
- Heleia
- Heliactin bilophus
- Heliangelus
- Heliobletus contaminatus
- Heliodoxa
- Prinia erythroptera
- Heliomaster
- Chân bơi
- Heliornis fulica
- Heliothryx
- Hellmayrea gularis
- Helmitheros vermivorum
- Hemicircus
- Hemignathus
- Hemimacronyx
- Hemiphaga
- Họ Yến mào
- Hemipus
- Hemispingus
- Hemitesia neumanni
- Hemithraupis
- Hemitriccus
- Hemixos
- Henicopernis
- Henicophaps
- Henicorhina
- Cắt cười
- Herpsilochmus
- Heterocercus
- Heteromirafra
- Heteromunia pectoralis
- Heteromyias
- Heteronetta atricapilla
- Heterophasia
- Heteroscelus
- Heterospingus
- Himantopus
- Himantornis haematopus
- Himatione sanguinea
- Hippolais
- Hirundapus
- Hirundinea ferruginea
- Hirundo
- Histrionicus histrionicus
- Histurgops ruficauda
- Luscinia phaenicuroides
- Horizorhinus dohrni
- Ô tác Bengal
- Humblotia flavirostris
- Hydrobates pelagicus
- Hydrochous gigas
- Hydrophasianus chirurgus
- Hydroprogne caspia
- Hydropsalis
- Hyetornis
- Hylacola
- Hylexetastes
- Hylia prasina
- Hyliota
- Hylocharis
- Hylocichla mustelina
- Hylocitrea bonensis
- Hylocryptus
- Hyloctistes subulatus
- Hylomanes momotula
- Hylonympha macrocerca
- Hylopezus
- Hylophilus
- Hylophylax
- Hylorchilus
- Hymenolaimus malacorhynchos
- Hymenops perspicillatus
- Hypargos
- Hypergerus atriceps
- Hypnelus ruficollis
- Hypocnemis
- Hypocnemoides
- Hypocolius
- Hypocryptadius cinnamomeus
- Hypoedaleus guttatus
- Hút mật bụng vạch
- Hypopyrrhus pyrohypogaster
- Hypositta
- Hypothymis
- Hypsipetes

## I
- Ibidorhyncha struthersii
- Ibycter americanus
- Ichthyophaga
- Icteria virens
- Icterus
- Đại bàng đen
- Ictinia
- Idiopsar brachyurus
- Ifrita kowaldi
- Ilicura militaris
- Illadopsis
- Incana incanus
- Incaspiza
- Indicator
- Inezia
- Iodopleura
- Iole
- Irania gutturalis
- Irediparra gallinacea
- Họ Chim lam
- Iridophanes pulcherrimus
- Iridosornis
- Ispidina
- Ithaginis cruentus
- Ixobrychus
- Ixonotus guttatus
- Hoét đa sắc
- Ixos

## J
- Jabiru mycteria
- Jabouilleia
- Jacamaralcyon tridactyla
- Jacamerops aureus
- Jacana
- Jubula lettii
- Junco
- Jynx

## K
- Kakamega poliothorax
- Kaupifalco monogrammicus
- Kenopia striata
- Ketupa
- Klais guimeti
- Knipolegus
- Kupeornis

## L
- Sả vằn
- Lafresnaya lafresnayi
- Lagonosticta
- Lagopus
- Lalage
- Lampornis
- Lamprolaima rhami
- Lamprolia victoriae
- Lampropsar tanagrinus
- Lamprospiza melanoleuca
- Lamprotornis
- Laniarius
- Laniisoma
- Lanio
- Laniocera
- Lanioturdus torquatus
- Lanius
- Larosterna inca
- Chi Mòng biển
- Laterallus
- Lathamus discolor
- Lathrotriccus
- Latoucheornis siemsseni
- Legatus leucophaius
- Leiothrix
- Leipoa
- Lepidocolaptes
- Lepidopyga
- Lepidothrix
- Leptasthenura
- Leptocoma
- Leptodon
- Leptopoecile
- Leptopogon
- Leptopterus chabert
- Leptoptilos
- Leptosittaca branickii
- Leptosomus discolor
- Leptotila
- Gà gô tuyết
- Lesbia
- Lessonia
- Leucippus
- Leucochloris albicollis
- Leucopeza semperi
- Leucopsar rothschildi
- Leucopternis
- Leucosarcia melanoleuca
- Leucosticte
- Lewinia
- Lichenostomus
- Lichmera
- Limicola falcinellus
- Limnoctites rectirostris
- Limnodromus
- Limnornis curvirostris
- Limnothlypis
- Limosa
- Linurgus olivaceus
- Liocichla
- Lioptilus nigricapillus
- Liosceles thoracicus
- Lipaugus
- Lissotis
- Loboparadisea sericea
- Lochmias
- Locustella
- Loddigesia mirabilis
- Chim di
- Đại bàng mào dài
- Lophodytes cucullatus
- Lophoictinia isura
- Lopholaimus antarcticus
- Lophophanes
- Lophophorus
- Lophopsittacus
- Lophorina
- Lophornis
- Lophospingus
- Lophostrix cristata
- Lophotibis cristata
- Lophotriccus
- Lophozosterops
- Lophura
- Loriculus
- Lorius
- Loxia
- Loxigilla
- Loxioides
- Loxipasser anoxanthus
- Loxops
- Sơn ca rừng
- Lurocalis
- Luscinia
- Lybius
- Chim thiên đường quạ đen
- Lymnocryptes minimus
- Lysurus

## M
- Macgregoria pulchra
- Machaerirhynchus
- Machaeropterus
- Macheiramphus alcinus
- Machetornis rixosa
- Macholophus
- Mackenziaena
- Macroagelaius
- Macrocephalon maleo
- Macrodipteryx
- Macronectes
- Chi Chích chạch
- Macronyx
- Macropsalis forcipata
- Macropygia
- Macrosphenus
- Madanga ruficollis
- Malacocincla
- Malaconotus
- Malacopteron
- Malacoptila
- Malacorhynchus membranaceus
- Malcorus pectoralis
- Malia grata
- Malimbus
- Malurus
- Manacus
- Mandingoa nitidula
- Manorina
- Manucodia
- Margaroperdix madagascarensis
- Margarops fuscatus
- Margarornis
- Vịt cẩm thạch
- Mascarenotus
- Mascarinus mascarinus
- Masius chrysopterus
- Mayrornis
- Mearnsia
- Mecocerculus
- Megabyas flammulatus
- Megaceryle
- Megacrex inepta
- Megadyptes
- Megalaima
- Megalapteryx
- Megalurulus
- Megalurus
- Megapodius
- Megarynchus pitangua
- Megascops
- Megastictus margaritatus
- Megatriorchis doriae
- Megaxenops parnaguae
- Megazosterops palauensis
- Meiglyptes
- Melaenornis
- Melampitta
- Melamprosops phaeosoma
- Melanerpes
- Melaniparus
- Melanitta
- Melanocharis
- Chim mào vàng
- Melanocorypha
- Melanodera
- Melanodryas
- Melanopareia
- Melanoperdix niger
- Melanoptila glabrirostris
- Melanospiza richardsoni
- Melanotis
- Họ Gà tây
- Melichneutes robustus
- Melidectes
- Melidora macrorrhina
- Melierax
- Melignomon
- Melilestes megarhynchus
- Meliphaga
- Melipotes
- Melithreptus
- Melitograis gilolensis
- Mellisuga
- Melocichla mentalis
- Melophus lathami
- Melopsittacus undulatus
- Melopyrrha nigra
- Melospiza
- Melozone
- Menura
- Merganetta armata
- Vịt mào
- Mergus
- Meropogon forsteni
- Merops
- Merulaxis
- Mesembrinibis cayennensis
- Mesitornis
- Metabolus rugensis
- Metallura
- Metopidius indicus
- Metopothrix aurantiaca
- Metriopelia
- Micrastur
- Micrathene whitneyi
- Microbates
- Microcerculus
- Microchera albocoronata
- Microdynamis parva
- Microeca
- Microgoura meeki
- Microhierax
- Microligea palustris
- Micromacronus
- Micromonacha lanceolata
- Micronisus gabar
- Microparra capensis
- Micropsitta
- Micropygia schomburgkii
- Microrhopias quixensis
- Cành cạch tai nâu
- Microstilbon burmeisteri
- Milvago
- Milvus
- Otus gurneyi
- Mimus graysoni
- Mimus
- Minla
- Mino
- Mionectes
- Mirafra
- Mitrephanes
- Mitrospingus
- Mitu
- Mniotilta varia
- Modulatrix
- Moho
- Mohoua
- Molothrus
- Momotus
- Monachella muelleriana
- Monarcha
- Monasa
- Monias benschi
- Monticola
- Montifringilla
- Phướn đất nhỏ
- Morphnus guianensis
- Morus
- Motacilla
- Mulleripicus
- Muscicapa
- Muscicapella hodgsoni
- Muscigralla brevicauda
- Muscipipra vetula
- Muscisaxicola
- Musophaga
- Myadestes
- Mycerobas
- Mycteria
- Myiagra
- Myiarchus
- Myiobius
- Myioborus
- Myiodynastes
- Myiopagis
- Myioparus
- Myiophobus
- Vẹt thầy tu đuôi dài
- Myiornis
- Myiotheretes
- Myiotriccus ornatus
- Myiozetetes
- Myophonus
- Myornis senilis
- Myrmeciza
- Myrmecocichla
- Myrmia micrura
- Myrmoborus
- Myrmochanes hemileucus
- Myrmorchilus strigilatus
- Myrmornis torquata
- Myrmothera
- Myrmotherula
- Myrtis fanny
- Mystacornis crossleyi
- Myza
- Myzomela
- Myzornis pyrrhoura

## N
- Namibornis herero
- Nandayus nenday
- Nannococcyx
- Nannopsittaca
- Napothera
- Nasica longirostris
- Neafrapus
- Necropsar rodericanus
- Necropsittacus
- Necrosyrtes monachus
- Nectarinia
- Nemosia
- Atticora tibialis
- Neochen jubata
- Neochmia
- Neocichla gutturalis
- Neocossyphus
- Neocrex
- Neoctantes niger
- Neodrepanis
- Neolalage banksiana
- Neolestes torquatus
- Neomixis
- Neomorphus
- Neopelma
- Neophema
- Kền kền Ai Cập
- Neopipo cinnamomea
- Neophema bourkii
- Neopsittacus
- Formicivora iheringi
- Neositta
- Neospiza concolor
- Neothraupis fasciata
- Neotis
- Neoxolmis rufiventris
- Nephelornis oneilli
- Nesasio solomonensis
- Nesillas
- Nesocharis
- Nesocichla eremita
- Nesoclopeus
- Nesoctites micromegas
- Nesoenas
- Nesofregetta fuliginosa
- Nesomimus
- Nesopsar nigerrimus
- Nesospingus speculiferus
- Nesospiza
- Nesotriccus ridgwayi
- Nestor
- Netta
- Nettapus
- Newtonia
- Nicator
- Nigrita
- Nilaus afer
- Niltava
- Ninox
- Nipponia nippon
- Nomonyx dominicus
- Nonnula
- Northiella haematogaster
- Notharchus
- Nothocercus
- Nothocrax urumutum
- Nothoprocta
- Nothura
- Notiochelidon
- Notiomystis cincta
- Nucifraga
- Numenius
- Gà sao
- Nyctanassa
- Nyctibius
- Nycticorax
- Nycticryphes semicollaris
- Nyctidromus albicollis
- Nyctiphrynus
- Nyctiprogne
- Nyctyornis
- Nymphicus hollandicus
- Nystalus

## O
- Oceanites
- Oceanodroma
- Ochetorhynchus
- Ochthoeca
- Ochthornis littoralis
- Ocreatus underwoodii
- Oculocincta squamifrons
- Ocyalus latirostris
- Ocyceros
- Ocyphaps lophotes
- Odontophorus
- Odontorchilus
- Odontospiza griseicapilla
- Oedistoma
- Oena capensis
- Oenanthe
- Ognorhynchus icterotis
- Oncostoma
- Onychognathus
- Onychorhynchus
- Ophrysia superciliosa
- Opisthocomus hoazin
- Opisthoprora euryptera
- Oporornis agilis
- Orchesticus abeillei
- Oreocharis arfaki
- Oreoica gutturalis
- Oreomanes fraseri
- Oreomystis
- Oreonympha nobilis
- Oreophasis derbianus
- Prinia robertsi
- Oreopholus ruficollis
- Asthenes moreirae
- Oreopsittacus arfaki
- Oreornis chrysogenys
- Oreortyx pictus
- Oreoscoptes montanus
- Oreoscopus gutturalis
- Oreostruthus fuliginosus
- Oreothraupis arremonops
- Oreotrochilus
- Origma solitaria
- Oriolia bernieri
- Oriolus
- Oriturus superciliosus
- Ornithion
- Spizaetus isidori
- Ortalis
- Orthogonys chloricterus
- Orthonyx
- Orthopsittaca manilata
- Orthorhyncus cristatus
- Chi Chích bông
- Ortygospiza
- Ortyxelos meiffrenii
- Oryzoborus
- Otidiphaps nobilis
- Ô tác lớn
- Otus
- Oxylabes madagascariensis
- Oxypogon guerinii
- Oxyruncus cristatus
- Oxyura

## P
- Pachycare flavogriseum
- Pachycephala
- Pachycephalopsis
- Pachycoccyx audeberti
- Pachyornis
- Pachyphantes superciliosus
- Pachyptila
- Pachyramphus
- Padda
- Pagodroma nivea
- Pagophila eburnea
- Palmeria dolei
- Paludipasser locustella
- Ó cá
- Panterpe insignis
- Sẻ ngô râu
- Panyptila
- Papasula abbotti
- Diều Harris
- Paradigalla
- Chi Thiên đường
- Paradoxornis
- Paramythia montium
- Pardaliparus
- Pardalotus
- Pardirallus
- Parisoma
- Parkerthraustes humeralis
- Parmoptila
- Paroaria
- Parophasma galinieri
- Paroreomyza
- Parotia
- Parula
- Parus
- Passer
- Passerculus sandwichensis
- Passerella iliaca
- Passerina
- Pastor roseus
- Patagioenas
- Patagona gigas
- Pauxi
- Pavo
- Pedionomus torquatus
- Pelagodroma marina
- Pelargopsis
- Pelecanoides
- Bồ nông
- Pellorneum
- Peltohyas australis
- Peltops
- Penelope
- Penelopides
- Penelopina nigra
- Peneothello
- Percnostola
- Perdicula
- Perdix
- Pericrocotus
- Periparus
- Periporphyrus erythromelas
- Perisoreus
- Perissocephalus tricolor
- Pernis
- Petrochelidon
- Petroica
- Petronia
- Petrophassa
- Peucedramus taeniatus
- Pezopetes capitalis
- Pezoporus
- Phacellodomus
- Phaenicophaeus
- Phaenicophilus
- Phaenostictus mcleannani
- Phaeochroa cuvierii
- Phaeomyias murina
- Họ Chim nhiệt đới
- Phaethornis
- Phaetusa simplex
- Phainopepla nitens
- Phainoptila melanoxantha
- Họ Cốc
- Phalaenoptilus nuttallii
- Phalaropus
- Phalcoboenus
- Phapitreron
- Phaps
- Pharomachrus
- Chi Trĩ
- Phedina
- Phegornis mitchellii
- Phelpsia inornata
- Pheucticus
- Phibalura flavirostris
- Phigys solitarius
- Philemon
- Philentoma
- Philepitta
- Philesturnus
- Philetairus socius
- Pitangus lictor
- Philomachus pugnax
- Philortyx fasciatus
- Philydor
- Phimosus infuscatus
- Phlegopsis
- Phleocryptes melanops
- Phlogophilus
- Phodilus
- Phoebastria
- Phoebetria
- Phoenicircus
- Hồng hạc
- Phoeniculus
- Phoenicurus
- Pholia
- Pholidornis rushiae
- Phrygilus
- Phylidonyris
- Phyllanthus atripennis
- Phyllastrephus
- Phyllolais pulchella
- Phyllomyias
- Phylloscartes
- Chi Chích lá
- Phytotoma
- Piaya
- Chi Ác là
- Chim hói đầu
- Picoides
- Piculus
- Picumnus
- Picus
- Piezorhina cinerea
- Pilherodius pileatus
- Pinarocorys
- Pinaroloxias inornata
- Pinarornis plumosus
- Pinicola
- Pionites
- Pionopsitta pileata
- Pionus
- Pipile
- Pipilo
- Pipra
- Pipraeidea
- Pipreola
- Piprites
- Piranga
- Pitangus
- Đại bàng Philippines
- Pithys
- Pitohui
- Họ Đuôi cụt
- Pittasoma
- Pityriasis
- Platalea
- Platycercus
- Platycichla
- Quạ thông mào
- Platyrinchus
- Platysmurus leucopterus
- Platysteira
- Plectrophenax
- Plectropterus gambensis
- Plectorhyncha lanceolata
- Plegadis
- Plocepasser
- Ploceus
- Pluvialis
- Pluvianellus
- Choi choi Ai Cập
- Pnoepyga
- Chordeiles nacunda
- Podargus
- Podica senegalensis
- Podiceps
- Podilymbus
- Podoces
- Poecile
- Poecilodryas
- Poecilotriccus
- Poeoptera
- Poephila
- Pogoniulus
- Pogonocichla stellata
- Pogonotriccus
- Poicephalus
- Polemaetus bellicosus
- Polihierax
- Poliocephalus
- Poliolais lopezi
- Polioptila
- Polioxolmis rufipennis
- Polyboroides
- Polyerata
- Polyonymus caroli
- Chi Gà tiền
- Polysticta stelleri
- Polystictus
- Polytelis
- Polytmus
- Pomarea
- Pomatorhinus
- Pomatostomus
- Pooecetes gramineus
- Poospiza
- Popelairia
- Porphyrio
- Porphyrolaema porphyrolaema
- Porphyrospiza
- Porzana
- Premnoplex
- Premnornis guttuliger
- Primolius
- Prinia
- Prioniturus
- Prionochilus
- Amblyornis newtoniana
- Prionops
- Priotelus
- Probosciger aterrimus
- Procellaria
- Procelsterna
- Procnias
- Prodotiscus
- Progne
- Promerops
- Prosobonia
- Prosopeia
- Prosthemadera novaeseelandiae
- Protonotaria citrea
- Prunella
- Psalidoprocne
- Psaltria exilis
- Psaltriparus
- Psarisomus dalhousiae
- Psarocolius
- Pselliophorus
- Psephotus
- Sơn ca đuôi ngắn
- Pseudelaenia leucospodia
- Pseudeos fuscata
- Pseudhirundo griseopyga
- Pseudibis
- Pseudobias wardi
- Pseudocalyptomena graueri
- Pseudochelidon
- Pseudochloroptila
- Pseudocolaptes
- Pseudocolopteryx
- Pseudocossyphus
- Dacnis hartlaubi
- Pseudoleistes
- Pseudonestor xanthophrys
- Pseudonigrita
- Sẻ ngô đất Hume
- Pseudoscops grammicus
- Pseudoseisura
- Pseudotriccus
- Psilopogon pyrolophus
- Psilopsiagon
- Psilorhamphus guttatus
- Psittacella
- Psittacula
- Psittaculirostris
- Psittacus
- Psitteuteles
- Psittinus cyanurus
- Psittirostra psittacea
- Psittrichas fulgidus
- Psophia
- Psophocichla litsitsirupa
- Psophodes
- Chim thiên đường Quốc vương Sachsen
- Pterocles
- Pterodroma
- Pteroglossus
- Pteronetta hartlaubii
- Pterophanes cyanopterus
- Pteroptochos
- Chi Khướu mỏ quặp
- Ptilinopus
- Ptilocichla
- Ptilogonys
- Ptilonorhynchus violaceus
- Ptilopachus
- Ptiloprora
- Ptilopsis
- Ptiloris
- Ptilorrhoa
- Ptilostomus afer
- Ptychoramphus aleuticus
- Ptyonoprogne
- Ptyrticus turdinus
- Pucrasia macrolopha
- Puffinus
- Pulsatrix
- Purpureicephalus spurius
- Pycnonotus
- Pycnoptilus floccosus
- Pycnopygius
- Pygarrhichas albogularis
- Pygiptila stellaris
- Pygoscelis
- Pyrenestes
- Pyriglena
- Pyrocephalus rubinus
- Pyroderus scutatus
- Pyrrhocoma ruficeps
- Pyrrhocorax
- Pyrrholaemus
- Pyrrhomyias cinnamomeus
- Pyrrhoplectes epauletta
- Pyrrhula
- Pyrrhura
- Pyrroglaux podarginus
- Pytilia

## Q
- Quelea
- Querula purpurata
- Quiscalus

## R
- Rallina
- Rallus
- Ramphastos
- Ramphocaenus melanurus
- Ramphocelus
- Ramphocinclus brachyurus
- Sơn ca mỏ dày
- Ramphodon naevius
- Ramphomicron
- Ramphotrigon
- Ramsayornis
- Randia pseudozosterops
- Recurvirostra
- Regulus
- Reinwardtipicus validus
- Reinwardtoena
- Remiz
- Rhabdornis
- Rhagologus leucostigma
- Rhamphomantis megarhynchus
- Rhaphidura
- Đà điểu Nam Mỹ
- Rhegmatorhina
- Trĩ sao
- Rhinocrypta lanceolata
- Rhinomyias
- Rhinopomastus
- Rhinoptilus
- Rhipidura
- Rhizothera
- Rhodinocichla rosea
- Rhodopechys
- Rhodophoneus cruentus
- Rhodopis vesper
- Rhodospingus cruentus
- Rhodospiza obsoleta
- Rhodostethia rosea
- Rhodothraupis celaeno
- Rhopocichla atriceps
- Rhopophilus pekinensis
- Rhopornis ardesiacus
- Rhyacornis
- Rhynchocyclus
- Rhynchopsitta
- Rhynchortyx cinctus
- Rhynchostruthus
- Rhyncotus
- Rhynochetos jubatus
- Rhytipterna
- Ridgwayia pinicola
- Rimator albostriatus
- Riparia
- Rissa
- Rollandia
- Rollulus rouloul
- Roraimia adusta
- Rostratula
- Diều ăn sên
- Rougetius rougetii
- Rowettia goughensis
- Rukia
- Rupicola
- Ruwenzorornis johnstoni
- Họ Xúc cá

## S
- Diều ăn rắn
- Sakesphorus
- Salpinctes obsoletus
- Salpornis spilonotus
- Saltator
- Saltatricula multicolor
- Salvadorina waigiuensis
- Sapayoa aenigma
- Sapheopipo noguchii
- Sappho sparganura
- Sarcogyps calvus
- Sarcops calvus
- Kền kền vua
- Sarkidiornis melanotos
- Saroglossa
- Sarothrura
- Sasia
- Satrapa icterophrys
- Saucerottia
- Saurothera
- Saxicola
- Copsychus fulicatus
- Sayornis
- Scelorchilus
- Sceptomycter
- Schetba rufa
- Schiffornis
- Schistes geoffroyi
- Schistochlamys
- Schizoeaca
- Schoenicola
- Schoeniophylax phryganophilus
- Schoutedenapus
- Scissirostrum dubium
- Sclateria naevia
- Sclerurus
- Scolopax
- Cò đầu búa
- Scotocerca inquieta
- Scotopelia
- Scytalopus
- Cu cu mỏ cong
- Seicercus
- Seiurus aurocapilla
- Selasphorus
- Selenidera
- Seleucidis melanoleucus
- Chim Bidadari
- Semnornis
- Sephanoides
- Sericornis
- Sericossypha albocristata
- Sericulus
- Serilophus lunatus
- Serinus
- Serpophaga
- Setophaga
- Setornis criniger
- Sheppardia
- Sialia
- Sicalis
- Sigelus silens
- Simoxenops
- Siphonorhis
- Sipodotus wallacii
- Siptornis striaticollis
- Siptornopsis hypochondriaca
- Sirystes sibilator
- Họ Trèo cây
- Sittasomus griseicapillus
- Sittiparus
- Phlegopsis borbae
- Smicrornis brevirostris
- Smithornis
- Smutsornis africanus
- Snowornis
- Somateria
- Spartonoica maluroides
- Speculipastor bicolor
- Speirops
- Spelaeornis
- Chim di
- Spermophaga
- Sphecotheres
- Spheniscus
- Sphenocichla
- Sphenoeacus afer
- Sphyrapicus
- Spiloptila clamans
- Spilornis
- Spindalis
- Spiza americana
- Spizaetus
- Spizaetus melanoleucus
- Spizella
- Spiziapteryx circumcincta
- Spizixos
- Spizocorys
- Sporaeginthus
- Sporophila
- Sporopipes
- Spreo
- Stachyris
- Stactolaema
- Stagonopleura
- Starnoenas cyanocephala
- Chim dầu
- Stelgidopteryx
- Selasphorus calliope
- Stenostira scita
- Stephanoaetus
- Stephanophorus diadematus
- Stephanoxis lalandi
- Stercorarius
- Sterna
- Sternoclyta cyanopectus
- Stictonetta naevosa
- Stigmatura
- Stiltia isabella
- Stiphrornis
- Stipiturus
- Strepera
- Streptocitta
- Streptopelia
- Streptoprocne
- Stresemannia bougainvillei
- Kakapo
- Strix
- Struthidea cinerea
- Sturnella
- Sturnia
- Sáo sậu
- Sublegatus
- Suiriri
- Chim điên
- Surnia ulula
- Surniculus
- Swynnertonia swynnertoni
- Sylvia
- Sylvietta
- Sylviorthorhynchus desmursii
- Bạc má rừng
- Syma
- Synallaxis
- Syndactyla
- Synthliboramphus
- Sypheotides indicus
- Syrigma sibilatrix
- Syrmaticus
- Syrrhaptes

## T
- Tachornis
- Tachuris rubrigastra
- Tachybaptus
- Tachycineta
- Tachyeres
- Tachymarptis
- Tachyphonus
- Tadorna
- Taeniopygia
- Taeniotriccus andrei
- Talegalla
- Tangara
- Tanygnathus
- Tanysiptera
- Taoniscus nanus
- Tapera naevia
- Taphrolesbia griseiventris
- Taraba major
- Chi Oanh đuôi nhọn
- Tauraco
- Tchagra
- Telacanthura
- Teledromas fuscus
- Telespiza
- Telophorus
- Temenuchus
- Khách đuôi cờ
- Tephrodornis
- Tephrozosterops stalkeri
- Đại bàng Bateleur
- Terenotriccus erythrurus
- Terenura
- Teretistris
- Terpsiphone
- Tersina viridis
- Tesia
- Tetrao
- Gà tuyết
- Tetraophasis
- Ô tác châu Âu nhỏ
- Thalassoica antarctica
- Vịt lưng trắng
- Thalassarche
- Thalurania
- Thamnistes anabatinus
- Thamnolaea
- Thamnomanes
- Thamnophilus
- Thamnornis chloropetoides
- Thaumastura cora
- Theristicus
- Thescelocichla leucopleura
- Thinocorus
- Thinornis
- Thlypopsis
- Thraupis
- Threnetes
- Threskiornis
- Thripadectes
- Thripophaga
- Hồng tước Bewick
- Thryorchilus browni
- Thryothorus ludovicianus
- Tiaris
- Tichodroma muraria
- Tickellia hodgsoni
- Tigriornis leucolopha
- Tigrisoma
- Tijuca
- Tilmatura dupontii
- Timalia pileata
- Timeliopsis
- Tinamotis
- Tinamus
- Tityra
- Manh vàng
- Tockus
- Todiramphus
- Todirostrum
- Todus
- Tolmomyias
- Topaza
- Torgos tracheliotus
- Torreornis inexpectata
- Touit
- Toxorhamphus
- Toxostoma
- Trachyphonus
- Tragopan
- Tregellasia
- Cu xanh
- Trichastoma
- Copsychus pyrropygus
- Trichocichla rufa
- Trichodere cockerelli
- Trichoglossus
- Tricholaema
- Tricholestes criniger
- Trichothraupis melanops
- Triclaria malachitacea
- Trigonoceps occipitalis
- Tringa
- Trochilus
- Trochocercus
- Troglodytes
- Trogon
- Trugon terrestris
- Tryngites subruficollis
- Tumbezia salvini
- Turacoena
- Turdoides
- Turdus
- Họ Cun cút
- Turtur
- Tylas eduardi
- Tympanuchus
- Tyranneutes
- Tyrannopsis sulphurea
- Tyrannulus elatus
- Tyrannus
- Tyto

## U
- Upucerthia
- Upupa epops
- Uraeginthus
- Uragus sibiricus
- Uratelornis chimaera
- Uria
- Urochroa bougueri
- Urocissa
- Urocolius
- Urocynchramus pylzowi
- Uroglaux dimorpha
- Urolais epichlorus
- Uropelia campestris
- Uropsalis
- Uropsila leucogastra
- Urorhipis rufifrons
- Urosphena
- Urosticte
- Urothraupis stolzmanni
- Urotriorchis macrourus

## V
- Vanellus
- Vanga curvirostris
- Veniliornis
- Vermivora
- Vestiaria coccinea
- Vidua
- Vini
- Vireo
- Vireolanius
- Volatinia jacarina
- Thần ưng Andes

## W
- Wetmorethraupis sterrhopteron
- Wilsonia
- Woodfordia

## X
- Xanthocephalus xanthocephalus
- Anthochaera phrygia
- Xanthopsar flavus
- Xanthotis
- Mòng biển Sabine
- Xenerpestes
- Xenicus
- Xenocopsychus ansorgei
- Xenodacnis parina
- Xenoglaux loweryi
- Xenoligea montana
- Xenoperdix
- Xenopipo
- Xenopirostris
- Xenops
- Xenopsaris albinucha
- Xenornis setifrons
- Xenospingus concolor
- Xenospiza baileyi
- Xenotriccus
- Xenus cinereus
- Xiphidiopicus percussus
- Xiphirhynchus superciliaris
- Xiphocolaptes
- Xipholena
- Xiphorhynchus
- Xolmis

## Y
- Yuhina

## Z
- Zaratornis stresemanni
- Zavattariornis stresemanni
- Zebrilus undulatus
- Zeledonia coronata
- Zenaida
- Zimmerius
- Zonerodius heliosylus
- Zonotrichia
- Zoonavena
- Zoothera
- Zosterops